# Makino Hideshige
Makino Hideshige est un nom japonais traditionnel ; le nom de famille (ou le nom d'école), Makino, précède donc le prénom (ou le nom d'artiste).
Makino Hideshige (牧野 英成, 13 octobre 1671-28 octobre 1741), aussi connu sous le nom « Makino Hidenari » (牧野 英成), est un daimyo du début de l'époque d'Edo.
Les Makino sont identifiés comme un des fudai daimyō ou « clans intérieurs », c'est-à-dire alliés ou vassaux héréditaires du clan Tokugawa, en contraste avec les tozama daimyo ou « clans extérieurs ».

## Généalogie du clan Makino
Le clan Makino fudai trouve son origine au XVIe siècle dans la province de Mikawa. Leur élévation de statut par Toyotomi Hideyoshi date de 1588. Ils prétendent descendre de Takechiuchi no Sukune, homme d'État légendaire et amant de la légendaire impératrice Jingū.
Hideshige fait partie d'une branche cadette des Makino, créée en 1633. Les Makino s'installent au domaine de Sekiyado dans la province de Shimōsa en 1644. De 1668 jusqu'à la restauration de Meiji, leurs descendants possèdent des terres dans le domaine de Tanabe (35 000 koku) dans la province de Tango. D'autres descendants vivent de 1634 jusqu'à l'abolition du système han en 1868 au domaine de Mineyama (11 000 koku) dans la province d'Echigo.
Le chef de cette lignée du clan est anobli avec le titre de « vicomte » au cours de l'ère Meiji par le système nobiliaire kazoku.

## Fonctionnaire du shogunat Tokugawa
Hideshige sert le shogunat Tokugawa comme 17e Kyoto shoshidai durant la période allant du 28 janvier 1725 au 6 juillet 1734.

## Source de la traduction
- (en) Cet article est partiellement ou en totalité issu de l’article de Wikipédia en anglais intitulé « Makino Hideshige » (voir la liste des auteurs).